# Erik Storckenfeldt
Carl Erik Gustaf Bleckert Storckenfeldt, född 19 juni 1847 i Åsaka församling, död 7 april 1902 i Hedvig Eleonora församling, Stockholm, var en svensk ingenjör och ämbetsman. Han var son till godsägaren Carl Storckenfeldt.
Storckenfeldt genomgick Teknologiska institutets mekaniska fackskola 1865–68 och anställdes därefter som ritare vid Nydqvist & Holms verkstäder, praktiserade därefter, med understöd av det av Vetenskapsakademien honom tilldelade bysantinska resestipendiet, vid flera utländska lokverkstäder samt utnämndes 1874 till maskiningenjör vid Statens Järnvägars maskinavdelning, där han 1879 avancerade till maskindirektör. Han vann anseende som en av landets främsta ingenjörer samt förordnades 1890 och utnämndes 1893 till generaldirektör och chef för Telegrafstyrelsen. Han inlade stora förtjänster om Telegrafverkets förvaltning och hans namn är särskilt knutet vid det svenska rikstelefonnätets snabba utveckling under 1890-talet.